# Geneseo (Kansas)
Geneseo – miasto w Stanach Zjednoczonych, w stanie Kansas, w hrabstwie Rice.